# Ламашту
Ламашту (від аккад. 𒀭𒈕𒈨 dla.maš.tu; імовірно шумер. ka.ma.ad)  — в ассирійській та вавилонській міфології левоголова демониця яка асоціювалася із викиднями та дитячими хворобами. Вважалося, що вони виходила із підземного світу й шкодила породілям, викрадала дітей і накликала різні хвороби. Її часто зображували в полі зі свинями; на відомих нам зображеннях вона часто п'є свинне чи собаче молоко. 

## Походження імені

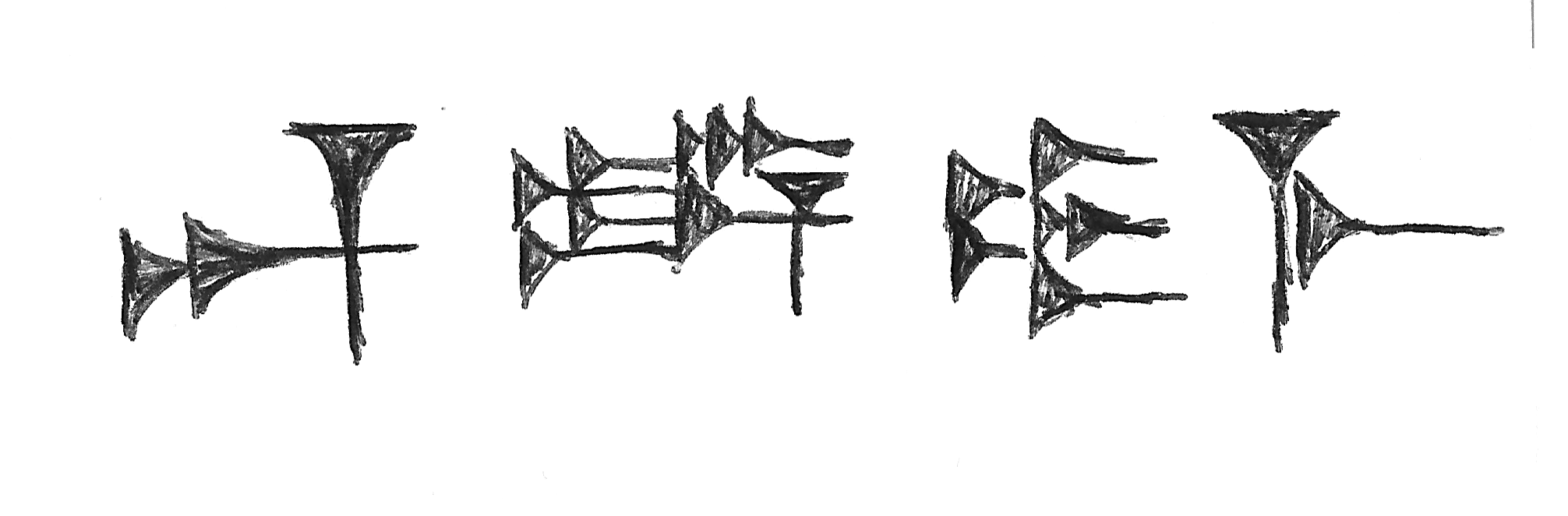
Ім'я Ламашту, написане клинописом

Ім'я Ламашту походить з аккадської мови. У шумерській мові її називали Дімме або Камадме. Найдавніші згадки про її ім'я зустрічаються у старовавилонських заклинаннях як Дімме. Одним з її епітетів — «та, що нищить» від якого і виводять її ім'я. Це значення безпосередньо пов'язане з її руйнівною діяльністю, особливо її роллю у знищенні немовлят та спричиненні викиднів. Іноді її ім'я виводять від шумерського lamar, тобто «нижча богиня», що може відсилатися до її пониження у званні.

## Зображення
Ламашту часто зображувалася як гібридна істота, що поєднує риси різних тварин, підкреслюючи її жахливу та хаотичну природу. Її типові атрибути включали: голову лева або птаха, зуби віслюка, голі груди, волохате тіло, довгі пальці та нігті, а також ноги як в Анзу (міфічного птахаі) або пташині кігті. Вона часто зображувалася з двоголовими зміями в кожній руці. Іноді її зображували верхи на віслюку, або на кораблі, які мали її відвести (або відвадити) від хворого. Найдавніші захисні амулети, яка мали захищати від Ламашту, датуються 1 тис. до н. е. Образ захисного амулету для породіль так вкорінився у мвітогляд семітських народів, що амулети із Ламашту знаходили навіть в місцях (і в часовий проміжок) коли написи на них вже не могли прочитати.

## Міфологія
Хоча її зазвичай називають дочкою Ану, існують інші, менш поширені версії її походження. Деякі джерела стверджують, що вона була створена богом Енкі як покарання за гріхи людства, а інші пов'язують її з Тіамат, богинею солоного моря, стверджуючи, що вона народилася зі сліз Тіамат.  Також існують розбіжності щодо того, чи була вона вихована на небесах (і згодом вигнана) чи в одразу підземному світі. Ці суперечності в історіях походження Ламашту не просто є різними міфами; вони відображають плинну та локалізовану природу месопотамської міфології, де наративи могли відрізнятися в часі та регіоні. На відміну від пізніших, більш кодифікованих релігій, у Месопотамії часто не існувало єдиного канону.
За найпоширенішою версією Ламашту була дочкою бога неба Ану. У месопопотамській міфології вона була вигнана з небес своїм батьком через те, що вона просила харчуватися плоттю людських немовлят. На відміну від багатьох інших демонічних фігур, Ламашту, як стверджувалося, діяла з власної зловмисності, а не за вказівками богів.

Симптомами її присутністі, згідно з пізнішими медичними текстами, могли бути жовтяниця, лихоманка, напади божевілля, озноб, параліч та сильна спрага. Вона спричиняла ускладнення під час вагітності та пологів, а також раптову дитячу смерть. На противагу іншим істотам, які могли мати якісь захисні сутності, Ламашту вважалася суцільним злом і несла тільки незгоди.
Окрім заклять проти Ламашту ще використовували її чоловіка (в деяких міфах брата) Пазузу. Амулети з його зображенням відганяли демоницю. Іноді Ламашту протиставляли Інанні.

## Зв'язок з іншими демонами
У багатьох шумерських і двомовних шумеро-аккадських джерелах Ламашту (поряд з такими демонами, як Галлу (gallû), Асакку, Алу (alû), Утукку і Намтар) згадується серед так званої «сімки злих демонів». Вона також часто пов'язується з демонами Лабашу і Аххазу. Є припущення, що обидва цих демони пов'язані з Ламашту загальною етимологією, так як їхні шумерські імена мають дуже схоже написання: lamaštu (DIM3.ME), labaşu (DIM3.ME.A), ahhazu (DIM3.ME.HAB).